# Жиров
Жиров (рум. Jirov) — село у повіті Мехедінць в Румунії. Входить до складу комуни Коркова.
Село розташоване на відстані 239 км на захід від Бухареста, 33 км на схід від Дробета-Турну-Северина, 69 км на північний захід від Крайови.

## Населення
За даними перепису населення 2002 року у селі проживали 1563 особи. Рідною мовою 1562 особи (99,9%) назвали румунську.
Національний склад населення села:
| Національність | Кількість осіб | Відсоток |
| -------------- | -------------- | -------- |
| румуни         | 1547           | 99,0%    |
| цигани         | 16             | 1,0%     |